# فرانشيسكو دي فيتو
فرانشيسكو دي فيتو (بالإيطالية: Francesco De Vito)‏ هو ممثل إيطالي، ولد في 10 أغسطس 1970 بتارانتو في إيطاليا.

## أعمال

### أفلام
- (2003) أنا ديفيد
- (2004) آلام المسيح[3][4][5]
- (2006) مهمة مستحيلة 3[6]
- (2012) إلى روما مع الحب[7]
- (2015) الرجل من يو.إن.سي.إل.إي.

## وصلات خارجية
- فرانشيسكو دي فيتو على موقع IMDb (الإنجليزية)
- فرانشيسكو دي فيتو على موقع أول موفي (الإنجليزية)
- فرانشيسكو دي فيتو على موقع قاعدة بيانات الفيلم (الإنجليزية)